# Synagoga Nusyna Nachmana Żelechowskiego w Łodzi
Synagoga Nusyna Nachmana Żelechowskiego w Łodzi – prywatny dom modlitwy znajdujący się w Łodzi przy ulicy Wolborskiej 3.
Synagoga została zbudowana w 1898 roku z inicjatywy Nusyna Nachmana Żelechowskiego. Mogła ona pomieścić 30 osób. Podczas II wojny światowej hitlerowcy zdewastowali synagogę.